# Hagedissen
Hagedissen (Lacertilia) vormen een onderorde van de schubreptielen (Squamata), die meer dan 7100 soorten telt. Hagedissen zijn daardoor de grootste groep van alle moderne reptielen. Ze zijn ontstaan in het Trias, maar goede fossielen zijn pas bekend uit het Jura. De slangen ontstonden in het Krijt uit een groep van de hagedissen. Hoewel slangen dus evolutionair gezien tot de hagedissen behoren, worden ze hier verder niet behandeld vanwege de afwijkende fysiologie en levenswijze.
Hagedissen blijven meestal klein, de meeste soorten worden inclusief staart niet groter dan 50 centimeter en slechts weinig soorten bereiken een lengte van meer dan één meter. De meeste hagedissen zijn groen tot bruin van kleur en hebben een afgeplat lichaam met een duidelijk te onderscheiden kop en staart en vier goed ontwikkelde poten. Een aantal groepen heeft echter een cilindrisch lichaam en gedegenereerde poten, enkele soorten hebben alleen voorpoten en een aantal groepen is geheel pootloos, dergelijke hagedissen kunnen gemakkelijk met slangen worden verward.
De kleuren en diverse aanpassingen van het lichaam kunnen heel verschillend zijn. Een aantal hagedissen heeft lichaamsuitsteeksels zoals stekels, kammen, hoorntjes, kragen of zweefvleugels. De kameleons hebben een sterk zijdelings afgeplat lichaam met verschillende zeer kenmerkende aanpassingen.
Hagedissen zijn koudbloedig en nemen graag een zonnebad om zich op te warmen, zodat ze sneller kunnen bewegen en efficiënter jagen en vluchten. Hagedissen eten overwegend insecten en andere geleedpotigen, grotere soorten eten soms gewervelden of schakelen over op planten. Ze eten plaagdieren zoals huiskrekels, sprinkhanen en kakkerlakken.
Er worden tegenwoordig 38 verschillende families erkend. De levenswijze van hagedissen is zeer variabel en hangt veelal samen met de familie waartoe een soort behoort. Gekko's bijvoorbeeld zijn meestal 's nachts actief en leven in bomen, terwijl de echte hagedissen overdag actief zijn en op de bodem leven. Beide groepen kennen echter ook weer uitzonderingen, zoals dagactieve gekko's en klimmende echte hagedissen.
Enkele bekendere families van hagedissen zijn leguanen, varanen, anolissen, hazelwormen en skinken. Veel families van hagedissen zijn vrij onbekend en hebben nog geen Nederlandstalige naam.

## Verspreiding en habitat

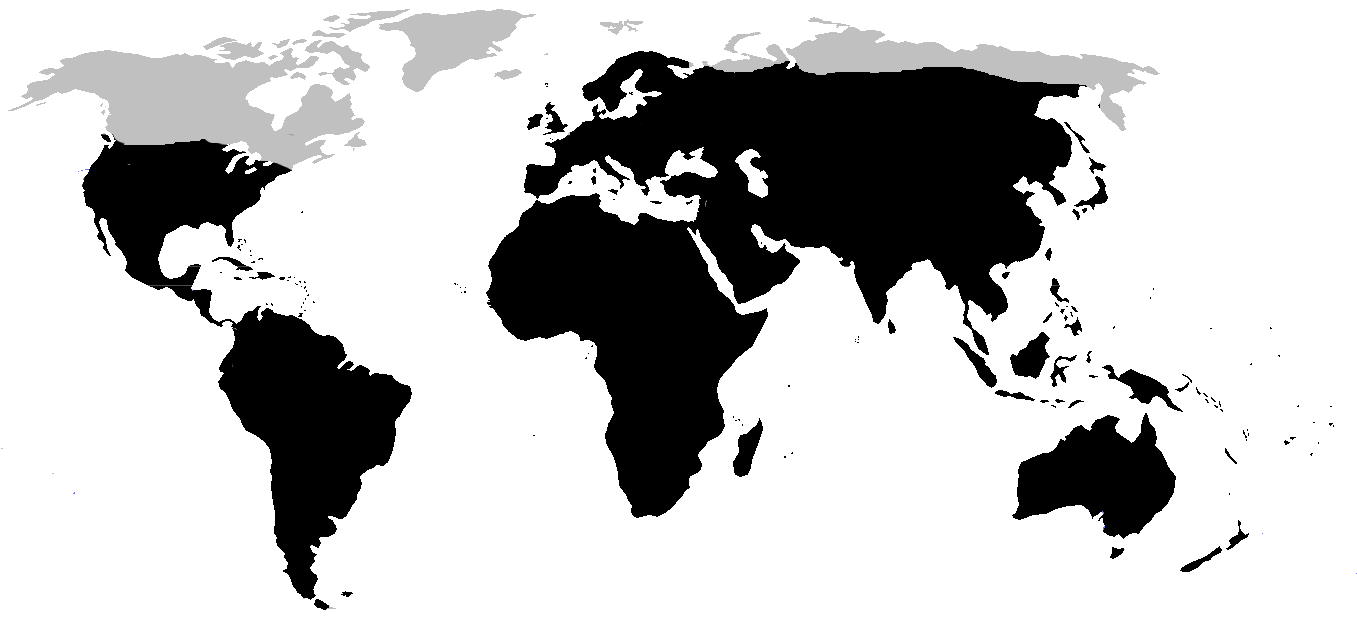
Het mondiale verspreidingsgebied van de hagedissen in het zwart, soorten in Canada zijn niet weergegeven.

Hagedissen komen vrijwel wereldwijd voor, alleen in het noorden van Noord-Amerika en het uiterste noorden van Azië komen geen soorten voor. Hagedissen leven vooral in vochtige tropische en subtropische gebieden, maar er zijn ook soorten die leven in meer gematigde gebieden of zich hebben gespecialiseerd in droge, schrale omgevingen zoals bergstreken, steppen en zelfs woestijnen. In tegenstelling tot de krokodilachtigen, de schildpadden en de slangen is er geen enkele hagedis die permanent in zee leeft.
Het verspreidingsgebied hangt samen met de familie, agamen bijvoorbeeld komen in alle werelddelen voor, maar anolissen leven alleen in Zuid- en Midden-Amerika en dove varanen, slechts vertegenwoordigd door één soort, zijn uitsluitend te vinden op het eiland Borneo.
Hagedissen komen voor in zeer uiteenlopende habitats, zowel qua hoogte en vegetatietype als de bijbehorende (lucht)vochtigheid en temperatuur. Sommige hagedissen leiden een gravend bestaan onder de grond en andere leven op de bodem tussen rotsblokken of klimmen in bomen en struiken. Deze verschillende levenswijzen kunnen weer verder worden onderverdeeld; een voorbeeld zijn hagedissen die in bomen leven. Veel van deze soorten hebben een meer specifiek deel van de boom als habitat dat de microhabitat wordt genoemd. Zo zijn er soorten die meer in de lagere takken leven, soorten die liever tegen de stam van de boom kruipen en soorten die juist hoger in de kruin te vinden zijn.

### In Nederland en België
In Nederland en België komen vier soorten hagedissen voor waarvan één pootloze soort; de hazelworm (Anguis fragilis). Deze glanzende, egaal bruin tot grijs gekleurde hagedis lijkt oppervlakkig op een slang maar blijft kleiner dan 50 cm, heeft in tegenstelling tot een slang oogleden en is veel stijver dan een slang. De duinhagedis of zandhagedis (Lacerta agilis) leeft op zandgronden als verstuivingen en duinen, mannetjes zijn in het voorjaar fel groen van kleur, de vrouwtjes zijn bruin. De muurhagedis (Podarcis muralis) leeft op steenhopen en muren, in Nederland alleen in Limburg. Ten slotte de levendbarende hagedis (Zootoca vivipara), die zich evenals de hazelworm heeft aangepast door de eitjes in het lichaam zich te laten ontwikkelen. Hierdoor profiteren de embryo's van de lichaamswarmte van de moeder en kan de hagedis zich toch voortplanten in meer gematigde streken. De omgevingstemperatuur is hier te laag voor de ontwikkeling van eitjes die op de bodem worden afgezet.

## Kenmerken

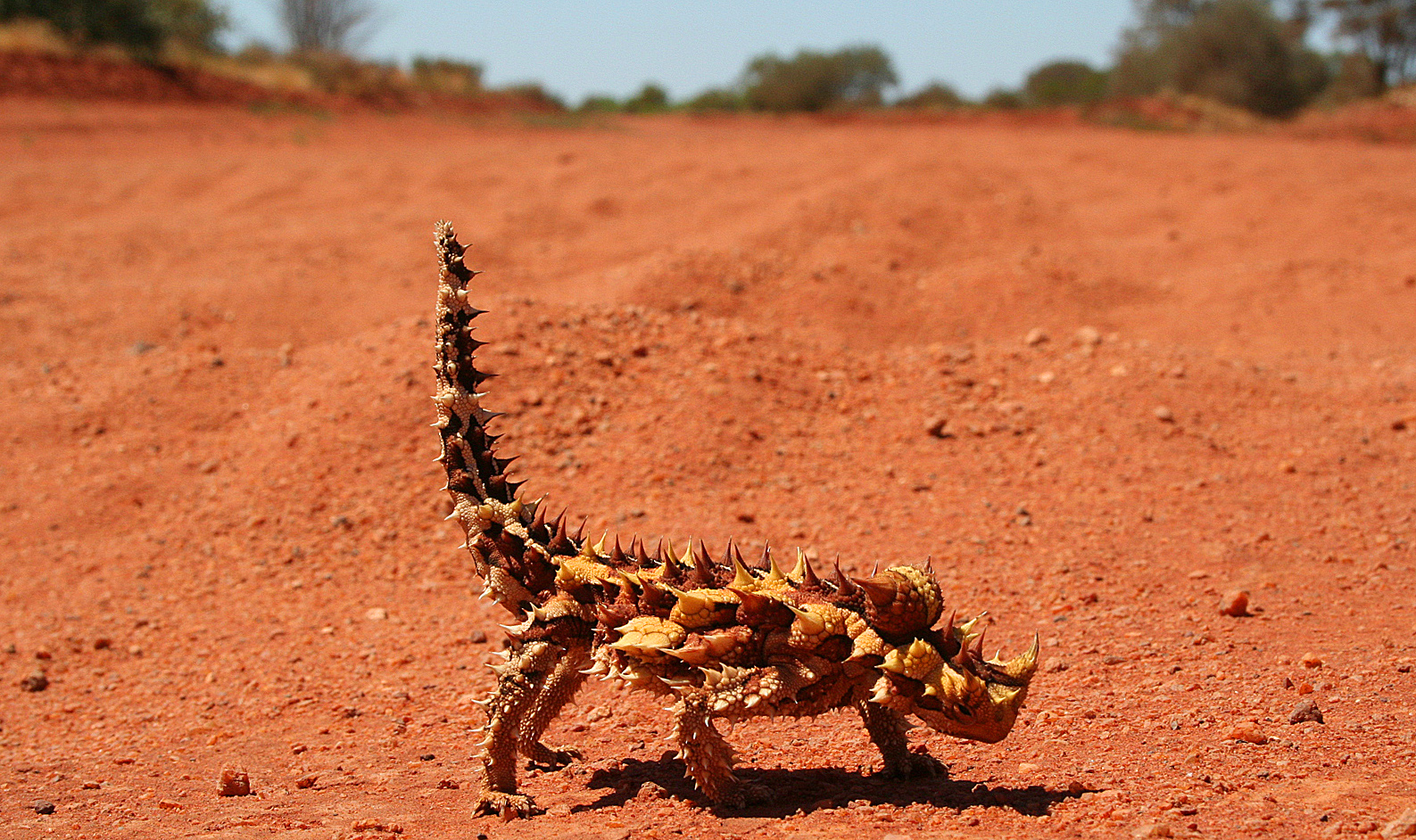
De bergduivel (Moloch horridus) heeft een afwijkende bouw en is bezaaid met stekels.

Alle hagedissen hebben in principe een vergelijkbare bouw, maar de verschillende soorten kunnen sterk afwijken qua lengte, kleur en lichaamsvorm. De kleinste soorten worden slechts enkele centimeters lang, de grootste soorten bereiken een lengte van meer dan drie meter. De kleinste soorten zijn de kogelvingergekko's, de grootste soorten behoren tot de varanen. De voor zover bekend grootste en zwaarste hagedis is de komodovaraan (Varanus komodoensis), die een lengte van meer dan drie meter kan bereiken.
Ondanks de variatie in lengte en de grote vormenrijkdom binnen de hagedissen volgen ze over het algemeen ongeveer hetzelfde bouwplan. Opvallend zijn het langwerpige lichaam dat bestaat uit een lange romp en een lange staart, maar een relatief kleine en platte kop. De vier gebogen poten staan niet naar onderen maar zijwaarts gericht waardoor de buik over de grond sleept. De schedel is kenmerkend: de vorm en de plaatsing van de neusgaten, gehoororganen en ogen is onmiskenbaar en makkelijk te onderscheiden van krokodilachtigen en schildpadden. Met brughagedissen ligt het wat moeilijker. Ze lijken sprekend op hagedissen, maar zijn een zeer oude groep van reptielen. Ondanks de naam zijn ze niet direct verwant aan de hagedissen.
Door de afgeplatte lichaamsvorm en de dito kop kunnen hagedissen makkelijk onder en tussen stenen en andere objecten kruipen. Er zijn echter uitzonderingen, sommige gravende soorten hebben een rolrond lichaam en korte staart, de kameleons hebben juist een zijdelings afgeplat bladachtig lichaam en een oprolbare grijpstaart. Ze hebben daarnaast een grote brede kop en lijken qua bouw niet op de andere groepen van hagedissen.

### Huid
De huid van een hagedis is altijd bedekt met schubben, soorten uit een aantal groepen hebben daarnaast kleine benige insluitingen die osteodermen worden genoemd en voor extra versteviging zorgen. Veel hagedissen hebben een verbeende onderlaag, deze ontbreekt echter bij een aantal groepen zoals de gekko's. Osteodermen komen ook voor bij andere reptielen zoals de krokodilachtigen, voorbeelden van hagedissen met osteodermen zijn de korsthagedissen (Helodermatidae) en de knobbelhagedissen (Xenosauridae). Hagedissen met een dergelijk pantser zijn goed beschermd, maar hebben een stijvere huid die weinig beweeglijk is. Aan de flanken is vaak een ongeschubde huidplooi aanwezig zodat de huid kan uitrekken voor de ademhaling en de zwangerschap.
De huid bestaat uit twee lagen; van binnen naar buiten respectievelijk de dermis of lederhuid en de epidermis of opperhuid, dit is het aan de oppervlakte gelegen deel van de huid. De lederhuid bestaat uit bindweefsel, eventuele osteodermen liggen in de lederhuid. De opperhuid wordt verder onderverdeeld in drie zones. In de onderste laag, het stratum germinativum of kiemlaag, worden de schubben gevormd door mitose uit kubusvormige cellen. Hierboven bevindt zich een tussenlaag, waarin de schubben als het ware 'rijpen': ze worden compacter en harder. De bovenste laag ten slotte wordt het stratum corneum of hoornlaag genoemd en bestaat uit de volledig ontwikkelde schubben die gevormd zijn uit het harde bèta-keratine, een hoornachtige stof. Een schub is opgebouwd uit vele zeer dunne laagjes keratine, ook eventuele stekels en hoorns worden uit keratine opgebouwd. De schubben bieden bescherming en hebben een isolerende functie. Ze zijn bovendien waterafstotend en hebben geen poriën om te voorkomen dat de hagedis uitdroogt. Een nadeel is dat de hagedis niet kan zweten om af te koelen.

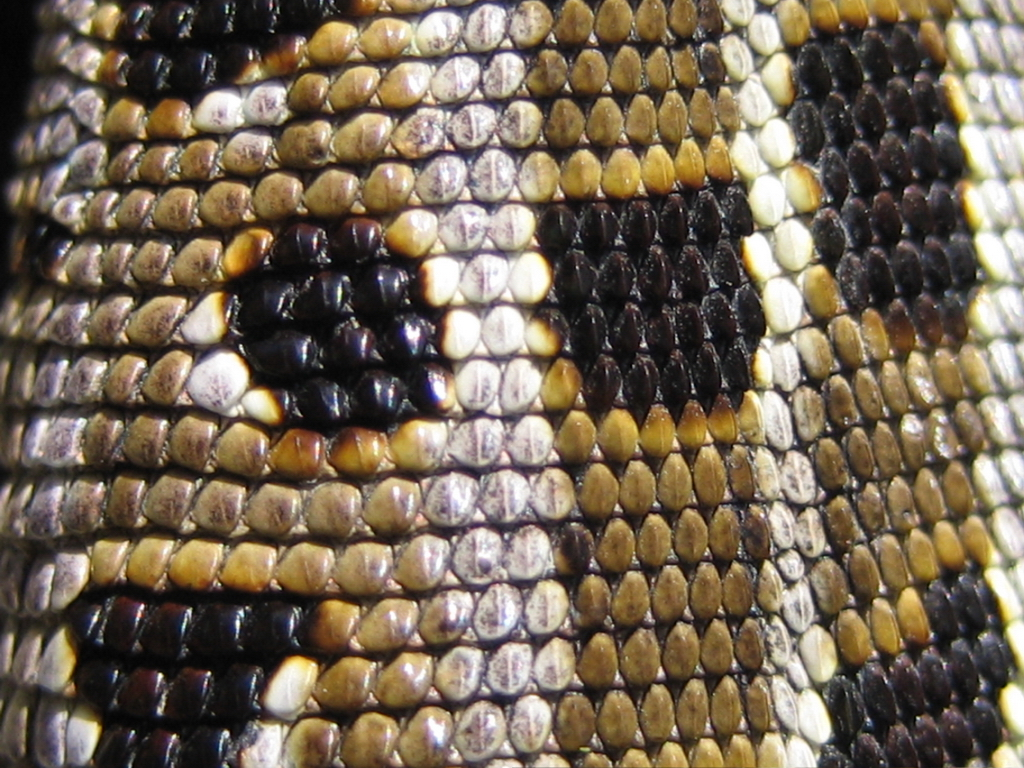
De huid van een hagedis bestaat uit gekleurde schubben. Afgebeeld is de schubbenhuid van een zandhagedis (Lacerta agilis), die behoort tot de familie echte hagedissen.

Net als andere reptielen moeten hagedissen regelmatig vervellen, dit wordt ook wel ecdysis genoemd. De vervelling is een gevolg van de mitose van de kiemlaag, waardoor de cellen naar de tussenlaag worden verplaatst. De cellen van de tussenlaag verharden en groeien uit tot een nieuwe hoornlaag, waarna de oude huid loslaat. Alleen tijdens de mitose vindt wondgenezing plaats, vandaar dat hagedissen net als andere reptielen maar langzaam herstellen van verwondingen.
De vervellingsfrequentie hangt af van onder andere het levensstadium van een hagedis, vooral als ze nog klein moeten ze vanwege de snelle groei vaak vervellen, oudere hagedissen werpen hun huid minder vaak af. In tegenstelling tot slangen die in één keer vervellen en schildpadden en krokodillen, waarvan de schubben of hoornplaten een voor een loslaten, vervellen hagedissen in flarden. De oude huid scheurt steeds verder af tot deze geheel is verloren. De nieuwe huid oogt helderder van kleur, is gladder en is direct droog. Hagedissen hoeven niet na een vervelling de nieuwe huid te laten uitharden zoals bij geleedpotigen het geval is.
De huid kent verschillende aandoeningen en ziekten. Scherpe voorwerpen of klauwen en beten van concurrenten en vijanden veroorzaken langzaam genezende penetraties en rijtwonden, gram-negatieve bacteriën veroorzaken abcessen. Zweren worden vaak veroorzaakt door te vochtige of vervuilde omstandigheden. Bij dieren als zoogdieren zijn kleine infecties van de huid normaal. Dit komt door de aanwezigheid van een zeer groot aantal poriën en haarzakjes die gemakkelijk ontsteken maar snel genezen. Hagedissen hebben geen poriën en haarzakjes, een infectie van de huid is daarom altijd een potentieel gevaar voor het dier. Hagedissen kunnen een breed scala aan parasieten bij zich dragen die zich meestal manifesteren op de huid. Voorbeelden van dergelijke parasieten zijn schimmels, wormen, bacteriën, mijten en teken.

### Huidskleur
De kleur van de huid wordt veroorzaakt door melanine, een organisch pigment dat geproduceerd wordt door de melanocyten. Dit zijn cellen die gepositioneerd zijn in de onderste laag van de opperhuid. Ze transporteren de pigmenten door middel van dendrieten (tentakelachtige structuren) naar de keratocyten (de schubvormende cellen) tijdens de aanmaak van de nieuwe huid. In de bovenste laag van de lederhuid zijn de chromatoforen gelegen, dit zijn pigmenthoudende cellen die verschillende pigmenten bevatten. Xantoforen veroorzaken een gele kleur, erytroforen een rode en leukoforen en guanoforen een witte kleur. Iridoforen ten slotte zijn geen kleurpigmenten maar reflecteren of iriseren het licht, wat de olieachtige glans van veel reptielen veroorzaakt. Sommige hagedissen hebben in tegenstelling tot hun soortgenoten een geheel witte kleur. Deze exemplaren worden vaak albino genoemd maar hebben meestal, in tegenstelling tot 'echte' albino's, geen volledig gebrek aan melanine maar slechts een tekort.
Hagedissen die van kleur kunnen veranderen, zoals kameleons, maar ook (hoewel in mindere mate) veel anolissen, gekko's en echte hagedissen, doen dit door de pigmenten in de chromatoforen te herverdelen, zodat een andere kleur ontstaat. Lange tijd werd gedacht dat de hagedissen die van kleur kunnen veranderen dit vermogen uitsluitend gebruikten om minder op te vallen in de natuurlijke omgeving en de kleuren aan te passen aan een andere omgeving. Het veranderen van kleur heeft echter voornamelijk te maken met omgevingsomstandigheden als lichtintensiteit, omgevingstemperatuur en luchtvochtigheid. Met name de soorten die een behoorlijke kleuromslag kunnen maken, zoals anolissen, veranderen voornamelijk van kleur om hun expressie te tonen. Een gestreste of geïrriteerde hagedis kleurt donkerder, een hagedis die een soortgenoot van de andere sekse probeert te lokken zal heel bonte kleuren vertonen. Bekend zijn de zwangere vrouwtjes van verschillende soorten kameleons die niet alleen heel snel van kleur veranderen maar bovendien kleuren tonen die in de natuur uitzonderlijk zijn zoals roze en blauw. Zwangere vrouwtjes geven daarmee aan dat ze al bevrucht zijn en geen behoefte hebben aan avances.

### Kop

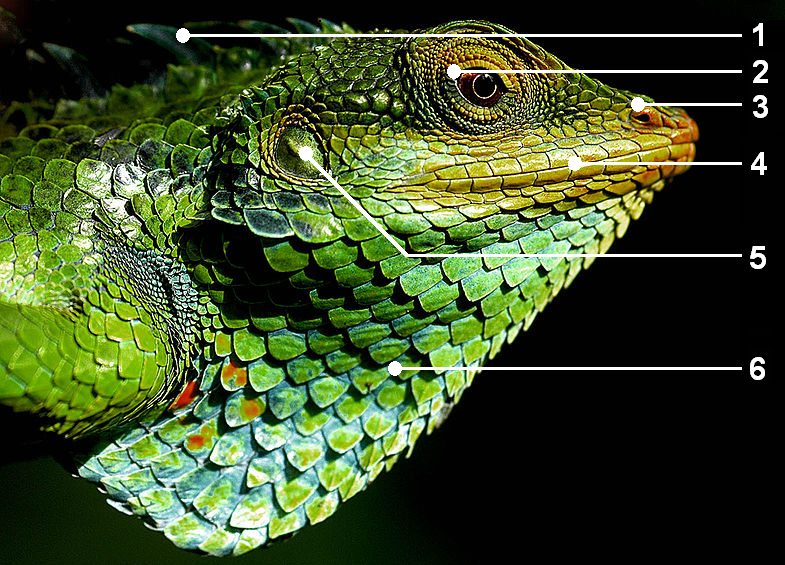
De kop van een hagedis met de belangrijkste kenmerken
----

De kop van een hagedis is meestal sterk afgeplat en in de regel duidelijk van de langwerpige en puntig eindigende staart te onderscheiden. De schubben op de kop van de hagedis zijn vaak groot en glanzend. De vorm van de schedel en de structuur van de schubben is in de basis bij iedere groep van hagedissen ongeveer hetzelfde, maar verschilt enigszins per soort. Sommige soorten hagedissen lijken zo sterk op elkaar dat het kijken naar de schubben op onder andere de kop de enige manier is om ze te determineren. De schubben hebben afhankelijk van de positie een andere naam, de schubben op de kop worden bijvoorbeeld de frontale schubben genoemd, wat voorzijde betekent. De schubben bij de neusgaten worden nasaal genoemd (nasaal: met betrekking tot de neus), die aan de zijkanten van de bovenzijde van de kop worden pariëtaal genoemd, wat met betrekking tot de wand betekent. Sommige hagedissen hebben grove stekels, kammen die gevormd zijn uit vergroeiingen van de schedel of zelfs hoornachtige uitsteeksels op de kop.
De ogen zijn relatief klein en zijn altijd duidelijk zichtbaar en aan de zijkant van de kop gepositioneerd. De meeste hagedissen hebben beweeglijke oogleden, maar sommige groepen (zoals de gekko's) hebben deze niet. Het onderste ooglid is bij deze hagedissen over de oogbal vergroeid met het bovenste ooglid en vormt een beschermende laag, het als venster functionerende ooglid wordt regelmatig afgelikt met de tong om het schoon te houden.
Sommige hagedissen, zoals de slangenooghagedis (Ophisops elegans), hebben beweeglijke oogleden die doorzichtig zijn. Door het venster, dat als een bril fungeert, kunnen ze met gesloten oogleden toch goed zien. Het oog wordt bij de soorten met beweeglijke oogleden beschermd door een knipvlies, dat zich sluit in een reflex, dit zogenaamde 'derde ooglid' komt ook voor bij andere reptielen. Het ontbreekt echter bij de meeste gekko's, die hierdoor op geen enkele manier hun ogen kunnen sluiten. De pupil van hagedissen kan rond, ovaal of spleetvormig zijn, dagactieve soorten hebben een ronde pupil, nachtactieve hagedissen hebben vaak een spleetvormige, verticale pupil. De iris kan bij hagedissen verschillende kleuren hebben, variërend van groen, bruin, grijs, oranje, rood of geel.
Veel hagedissen, zoals leguanen en agamen hebben op het midden van de bovenzijde van de kop een derde oog. Dit 'oog' is zeer primitief en anatomisch niet te vergelijken met de andere ogen, het bestaat uit lichtgevoelige cellen onder de huid, die in directe verbinding staan met de Epifyse of pijnappelklier. Het derde oog speelt onder andere een rol bij het bepalen van het dag- en nachtritme van de hagedis. Ook kunnen van boven aanstormende vijanden worden opgemerkt zoals roofvogels, omdat deze een verandering van het invallende licht veroorzaken die door het derde oog kan worden opgemerkt. Bij sommige reptielen, zoals de brughagedissen, is het derde oog veel beter ontwikkeld.
De bek van hagedissen bevat tanden die niet in tandholten geplaatst zijn zoals bij de zoogdieren (thecodont). De tanden zijn gehecht aan de binnenkant van het kaakbeen (pleurodont) of zijn boven op de kaakbeenrand gepositioneerd (acrodont). Niet alleen de boven- en onderkaak dragen tanden maar ook in het verhemelte kunnen tanden aanwezig zijn: de vomerine tanden.
De tong van hagedissen dient niet om mee te proeven, maar voornamelijk om te ruiken. Net als bij de slangen wordt de tong regelmatig uit de bek gestoken om zo geurdeeltjes op te vangen die naar het orgaan van Jacobson worden gebracht, een in het verhemelte gelegen orgaan met geurreceptoren. De tong wordt ook gebruikt om te drinken door dauwdruppels op te likken. Na een maaltijd wordt met de tong de bek schoon gelikt om voedselresten te verwijderen. De gekko's, die in de regel geen beweeglijke oogleden hebben, likken met de tong het als een soort bril functionerende ooglid schoon.
Hagedissen hebben uitwendige ooropeningen, in tegenstelling tot slangen, en een goed ontwikkeld binnenoor. Ze kunnen geluiden waarnemen maar gaan voornamelijk af op vibraties in de grond. Hierdoor kunnen prooien worden opgespoord en vijanden worden ontweken voordat ze de hagedis hebben opgemerkt. De aanwezigheid van de externe ooropeningen achter de ogen is een van de duidelijkste verschillen tussen slangen en pootloze hagedissen, aangezien het al dan niet voorkomen van oogleden niet bij alle soorten uitsluitsel biedt.

### Ledematen

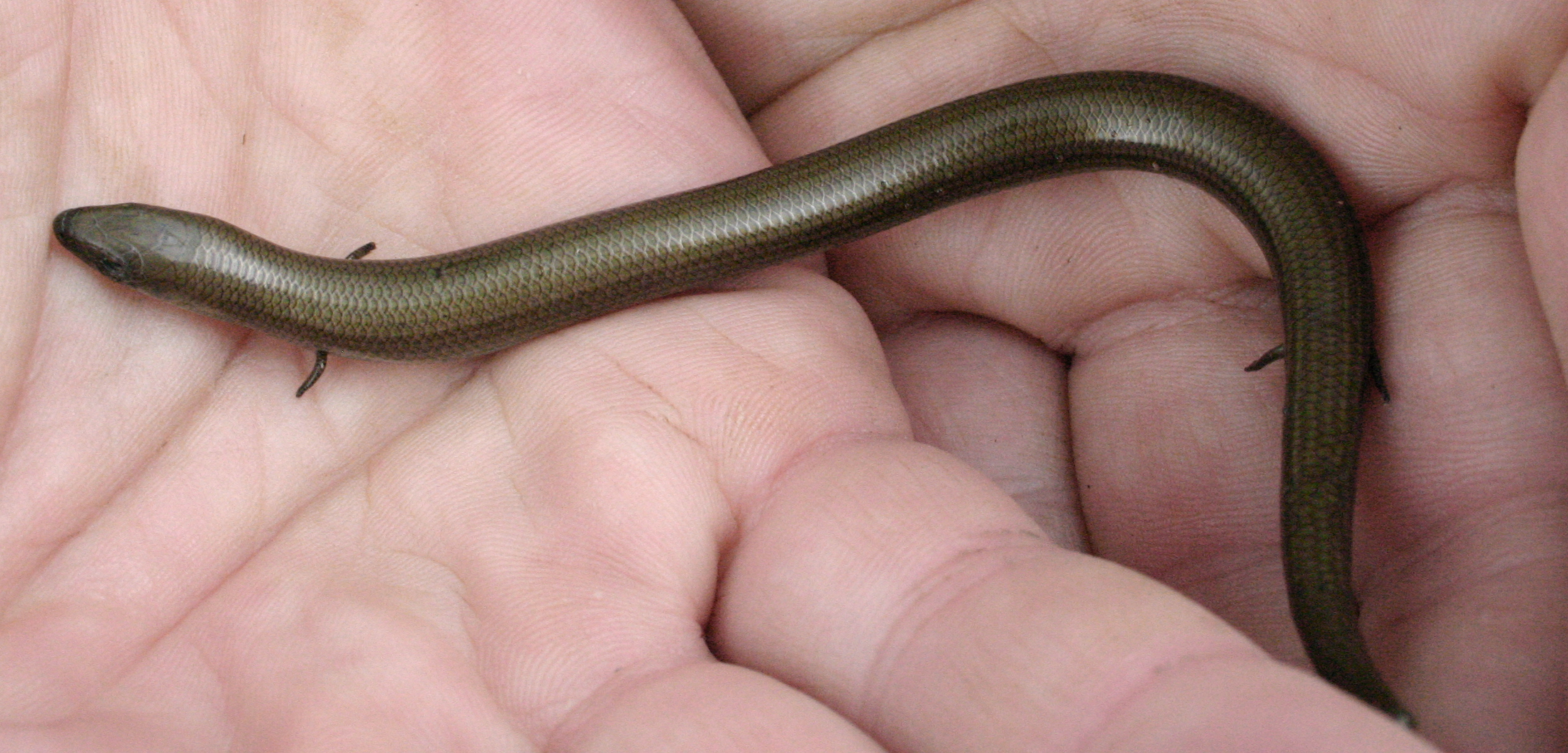
Een hazelskink heeft kleine pootjes

De meeste hagedissen hebben vier poten met elk vijf relatief lange tenen die nagels dragen. De poten en met name de klauwen verschillen afhankelijk van de functie in vorm, grootte en kracht, dit hangt vaak samen met de groep waartoe de hagedis behoort. Soorten die in bomen leven hebben grote poten met kromme klauwen en vaak lange, kromme nagels. Een voorbeeld zijn de kameleons, die klauwen hebben die aan wanten doen denken, de vingers en tenen zijn gepaard en staan tegenover elkaar. Hierdoor kunnen ze zich goed vasthouden aan een tak maar over takken rennen of snel over de bodem lopen is niet mogelijk en veel kameleons verplaatsen zich hier langzaam en zijn zeer kwetsbaar. Andere voorbeelden zijn de franjeteenhagedissen uit het geslacht Acanthodactylus, die in woestijnen leven en over het hete zand rennen. Om de poten te beschermen tegen verbranding hebben ze een soort 'sneeuwschoenen' onder hun tenen bestaande uit geschubde flapjes.
Gekko's en anolissen hebben lamellae, kleine gleufjes met een relatief groot aantal kleine haartjes die elk weer veel uitlopers hebben. Hierdoor wordt het absolute contactoppervlak zeer groot waardoor ze overal tegen blijven plakken, zelfs ondersteboven tegen gladde oppervlakken zoals glas.
Hagedissen die op de bodem leven hebben eveneens vaak grote, krachtige poten en lange klauwen en tenen om zich snel uit de voeten te kunnen maken. Veel bodembewoners zijn erg bedreven in het graven van holen om snel weg te kruipen bij gevaar en te schuilen bij slechte omstandigheden. Sommige soorten kunnen zelfs op de achterpoten wegrennen, zoals de basilisken. Deze hagedis kan tot acht meter over het water rennen dankzij een speciale looptechniek. Hagedissen die veel zwemmen hebben korte maar krachtige poten, de tenen zijn vaak voorzien van vliezen om efficiënter te kunnen zwemmen. Dergelijke soorten zijn veelal boombewoners, die bij gevaar in het water springen om te ontkomen. Slechts enkele soorten, zoals de zeeleguaan, zoeken actief naar voedsel onder water. Een aantal hagedissen heeft gereduceerde ledematen of helemaal geen poten, voorbeelden zijn skinken en hazelwormen. Bij een aantal soorten ontbreken de voorpoten volledig en zijn de achterpoten sterk gedegenereerd. Ze worden niet meer gebruikt om te lopen maar spelen nog wel een rol bij de paring.

### Staart

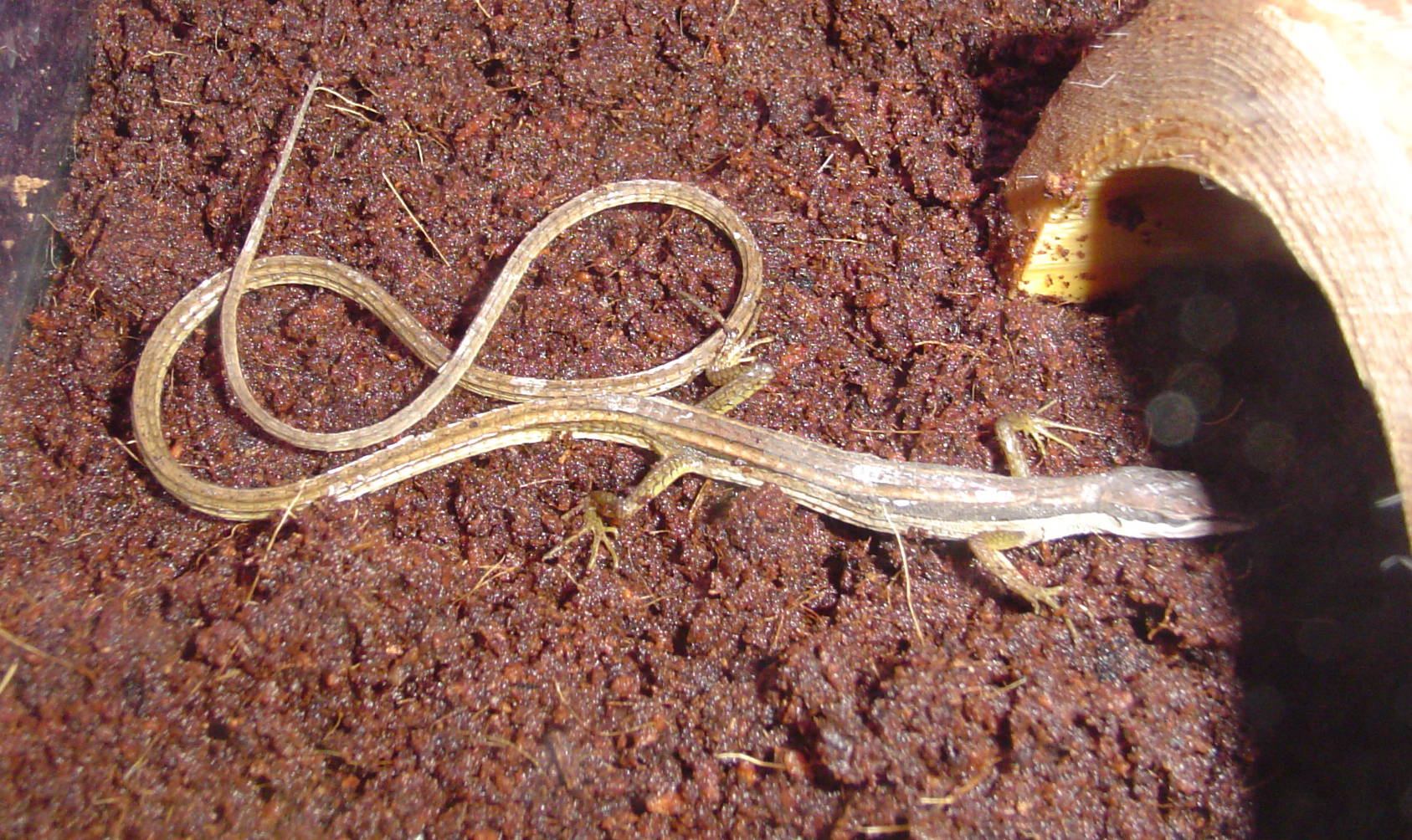
De langstaarthagedis heeft een uitzonderlijk lange staart

Alle hagedissen hebben een staart die in veel gevallen net zo lang is als het lichaam. Waar het lichaam eindigt en de staart begint, is van boven vaak moeilijk te zien, zeker bij de pootloze soorten. Aan de onderzijde echter is de grens duidelijk zichtbaar: de staart is dat deel van het lichaam dat zich achter de cloaca bevindt.
De staart wordt bij het rennen als balans gebruikt, veel klimmende soorten hebben een meer beweeglijke staart die dient als extra grijporgaan. De kameleons zijn de bekendste groep van hagedissen met een grijpstaart, maar ook sommige andere soorten zoals enkele gekko's, de smaragdvaraan en verschillende soorten die tussen grashalmen leven kunnen zich met hun staart verankeren, zoals de langstaarthagedis (Takydromus sexlineatus). Bij het zwemmen wordt de staart voor de voortstuwing gebruikt door deze snel heen en weer te bewegen. Bij veel in het water levende soorten, zoals de Chinese wateragame (Physignathus cocincinus), is de staart zijdelings afgeplat zodat de voortstuwende werking wordt vergroot.
De staart kan bij veel hagedissen worden afgeworpen als deze wordt vastgepakt door een vijand. Dit wordt autotomie genoemd en komt voor bij onder andere de gekko's en de echte hagedissen, maar niet bij onder andere de kameleons, de agamen en de varanen. Als de staart wordt afgeworpen, gebeurt dit altijd bij een speciaal gevormde, zwakkere staartwervel. Het afwerpen van de staart kan door de hagedis worden gestuurd door spiercontracties in de staart die de wervel doen breken. De spieren in de staart knijpen vervolgens samen om al te veel bloedverlies door de aderen in de staart te voorkomen. Na te zijn afgeworpen blijft de staart kronkelen doordat de lichaamsonafhankelijke zenuwen en spieren na de breuk nog enige tijd actief blijven. Hierdoor zal een vijand sterk aangetrokken worden door de spastisch bewegende staart zodat de hagedis kan ontsnappen. De vijand wordt zo afgeleid en heeft zelfs nog wat te eten doordat de hagedis zijn staart als vetopslag gebruikt. De staart groeit na verloop van tijd weer aan maar heeft een afwijkende, donkere kleur en blijft kleiner doordat de staartwervels niet meer aangroeien. De opslagcapaciteit van lichaamsvet is hierdoor kleiner.
Sommige hagedissen gebruiken afwijkende vormen om verwarring tussen kop en staart te veroorzaken. Bij enkele gekko's en skinken lijkt de kop sprekend op de staart zodat een vijand wordt misleid en de verkeerde kant aanvalt. Een voorbeeld is de pijnappelskink (Tiliqua rugosa) uit Australië die een korte staart heeft met een sterk verdikte staartpunt die lijkt op de kop. De staart laat bij deze soort echter niet los. Met name de grotere soorten gebruiken hun staart als slagwapen door deze in een reflex zijwaarts te bewegen.

## Anatomie en fysiologie
Hagedissen hebben ongeveer dezelfde organen als zoogdieren, het spijsverteringsstelsel neemt de meeste ruimte van de lichaamsholte in en bestaat uit de slokdarm, maag, dunne en dikke darm en de lever, die een uniforme roodpaarse kleur heeft. Het hart wordt omgeven door het hartzakje of pericardium, de nieren zijn gekwabd. Het ademhalingssysteem is in de bovenzijde van de lichaamsholte gelegen, de longen bestaan uit een roze-rode zak met een netachtige structuur. De geslachtsorganen bevinden zich in het midden van de bovenzijde van het lichaam, de teelballen van het mannetje zijn relatief groot. De eierstokken van het vrouwtje zijn te herkennen aan de bolvormige, witte eieren in ontwikkeling, de grootte hiervan hangt af van de ontwikkelingsfase. Volledig ontwikkelde eitjes zijn aanzienlijk groter, ze bevinden zich soms in de eileider.
Slangen hebben door hun langwerpige lichaam maar één functionele long om de lichaamsruimte efficiënter te benutten, bovendien liggen de nieren en testikels in elkaars verlengde. Bij een aantal slangen ontbreekt de linkerlong soms volledig. Hagedissen daarentegen hebben altijd twee gelijkwaardige longen en ook de nieren en testikels liggen naast elkaar.

### Skelet en spieren
Het skelet van de hagedis bestaat van neus tot staartpunt uit de schedel, de halswervels, de schoudergordel, de voorpoten, de ribbendragende borstwervels, de bekkengordel, de achterpoten en ten slotte de staartwervels. Slangen verschillen qua skelet op een aantal gebieden, zo hebben slangen geen schoudergordel en slechts enkele slangen hebben restanten van een bekkengordel. Bij slangen en wormhagedissen komen soms gevorkte ribben voor maar bij hagedissen niet.
Door de bouw van hagedissen, hun flexibele skelet en gespierde ledematen zijn veel soorten behoorlijk snel. Enkele soorten halen een snelheid van 24 kilometer per uur, waarmee ze niet onderdoen voor (warmbloedige) zoogdieren met een gelijke massa en lengte. Vanwege de afwijkende energiehuishouding houden hagedissen dergelijke snelheden echter maar korte tijd vol.

### Bloedsomloop

Een vereenvoudigde weergave van de bloedsomloop van reptielen met een driekamerig hart. In tegenstelling tot de zoogdieren kan het zuurstofrijke bloed (rood) en zuurstofarme bloed (blauw) worden gemengd (roze).

Hagedissen lijken inwendig op andere reptielen en hebben dezelfde organen en ongeveer dezelfde bouw als bijvoorbeeld brughagedissen en krokodilachtigen.
Hagedissen hebben net als de meeste reptielen een driekamerig hart, in tegenstelling tot krokodilachtigen, vogels en zoogdieren die een vierkamerig hart bezitten. Het hart van de hagedis bestaat uit een linker- en een rechterboezem, verbonden door een enkele ventrikel. De ventrikel wordt echter verdeeld door een gespierd septum, dat op een opening na een tussenschot vormt.
De linkerzijde van de ventrikel loopt vol zuurstofrijk bloed uit de linkerkamer en pompt dit naar het lichaam. De rechterzijde van de ventrikel wordt van zuurstofarm bloed voorzien door de rechterboezem en pompt het naar de longen waar het gereoxideerd wordt. Bij de contractie of systole wordt het bloed uit de ventrikel gepompt waarbij de beide zijden van de ventrikel met elkaar in verbinding staan. Tijdens het vollopen van het hart tijdens de relaxatie of diastole wordt de opening in het ventrikel echter volledig gesloten. Dit zorgt ervoor dat het zuurstofrijke en zuurstofarme bloed gescheiden blijft waardoor de enkele ventrikel dezelfde werking heeft als een dubbele ventrikel. Hierdoor functioneert het driekamerige hart van de hagedissen toch als een vierkamerig hart zoals bij de zoogdieren. Dit heeft onder andere als voordeel dat een hogere bloeddruk kan worden gehandhaafd.

### Uitscheiding
Hagedissen gebruiken de cloaca voor afgifte van urine en ontlasting. De ontlasting bestaat uit een waterige witte massa (urinezuur) en een bruine dikkere substantie die bestaat uit de verteerde voedselresten. Ze hebben een goed ontwikkeld urinair stelsel, alle soorten hebben gepaarde, symmetrische nieren. De afvalstoffen uit de nieren worden geconcentreerd tot urinezuur en afgegeven door de cloaca. Het urinezuur is slecht oplosbaar in water en slaat neer, waardoor er slechts een relatief kleine hoeveelheid water nodig is om het urinezuur uit te scheiden. De afscheiding heeft een hoge viscositeit en is zichtbaar als de helder witte substantie in de ontlasting van de hagedis. Omdat urinezuur neerslaat en niet oplosbaar is wordt de glomerulus, een deel van de nier dat oplosbare stoffen uit het bloed filtert, overbodig en bij een aantal reptielen ontbreekt de glomerulus zelfs volledig.
Hagedissen hebben in de regel een urineblaas wat een duidelijk verschil is met de uit hagedissen geëvolueerde slangen. Bij de slangen en de krokodilachtigen ontbreekt een urineblaas. De blaas wordt met name bij woestijnbewonende soorten gebruikt als waterreservoir. Het water wordt bij uitdroging teruggevoerd in het lichaam om het tekort aan te vullen. Bij sommige soorten, zoals het gilamonster (Heloderma suspectum), kan het water weken tot maanden worden bewaard. Naast verschillende andere aanpassingen in uiterlijk en gedrag, zoals inactiviteit bij droogte, draagt de blaas in belangrijke mate bij aan de overleving van hagedissen in zeer droge omgevingen.

## Voedsel

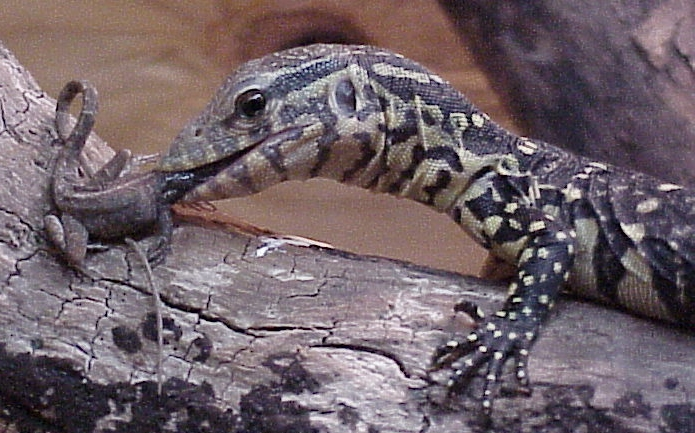
Een nijlvaraan eet een bruine anolis.

Hagedissen zijn in de regel vleesetend of carnivoor, ze eten levende prooidieren en zijn meestal niet erg kieskeurig. Ze pakken alles wat beweegt, niet repulsief of gevaarlijk lijkt, er eetbaar uitziet en in de bek past. Omdat veel soorten niet zo groot worden eten de meeste hagedissen voornamelijk insecten, slakken en andere kleine ongewervelden. Grotere soorten eten ook wel de eieren van verschillende dieren of kleine gewervelden zoals muizen of andere hagedissen. Ook kleine soortgenoten worden niet gespaard, veel hagedissen zijn erg kannibalistisch. Heel grote soorten zoals varanen en korsthagedissen jagen actief op grotere prooien zoals wat grotere knaagdieren of vogels.
Tot de soorten met een bijzonder menu behoort de groene leguaan die als juveniel op prooien jaagt maar eenmaal volwassen enkel planten eet en herbivoor is. Het komt wel meer voor bij een aantal grotere leguaanachtigen (Iguania) dat de dieren naarmate ze ouder worden een meer vegetarisch dieet krijgen en uiteindelijk alleen plantendelen eten zoals bloemen of vruchten. De zeeleguaan leeft van algen en duikt in de zee om die onder water van de rotsen te schrapen. Kaaimanteju's hebben zich gespecialiseerd in slakken, enkele soorten hagedissen leven van mieren en termieten en zijn formicivoor. Alleen viseters (piscivoor) ontbreken bij de hagedissen, met uitzondering van bepaalde uitgestorven zeereptielen zoals de maashagedissen. De komodovaraan heeft weleens mensen aangevallen en jaagt soms op grote gewervelden als hoefdieren.
Enkele soorten blijven stilzitten en wachten de prooi op om plotseling toe te slaan, bijvoorbeeld de kameleons en sommige leguaanachtigen. De meeste hagedissen zijn echte jagers die actief foerageren en aangetrokken worden door bewegende prooien. Veel hagedissen sporen de prooi op door de tong te gebruiken, zie ook onder de sectie schedel. De tanden dienen voornamelijk om de prooi vast te houden; hagedissen maken vaak wel een soort kauwbeweging maar dit dient om de prooi te doden of enigszins te verkleinen zodat uitsteeksels als poten en vleugels worden verloren. Ze slikken de prooi echter in één keer door.

## Vijanden en verdediging

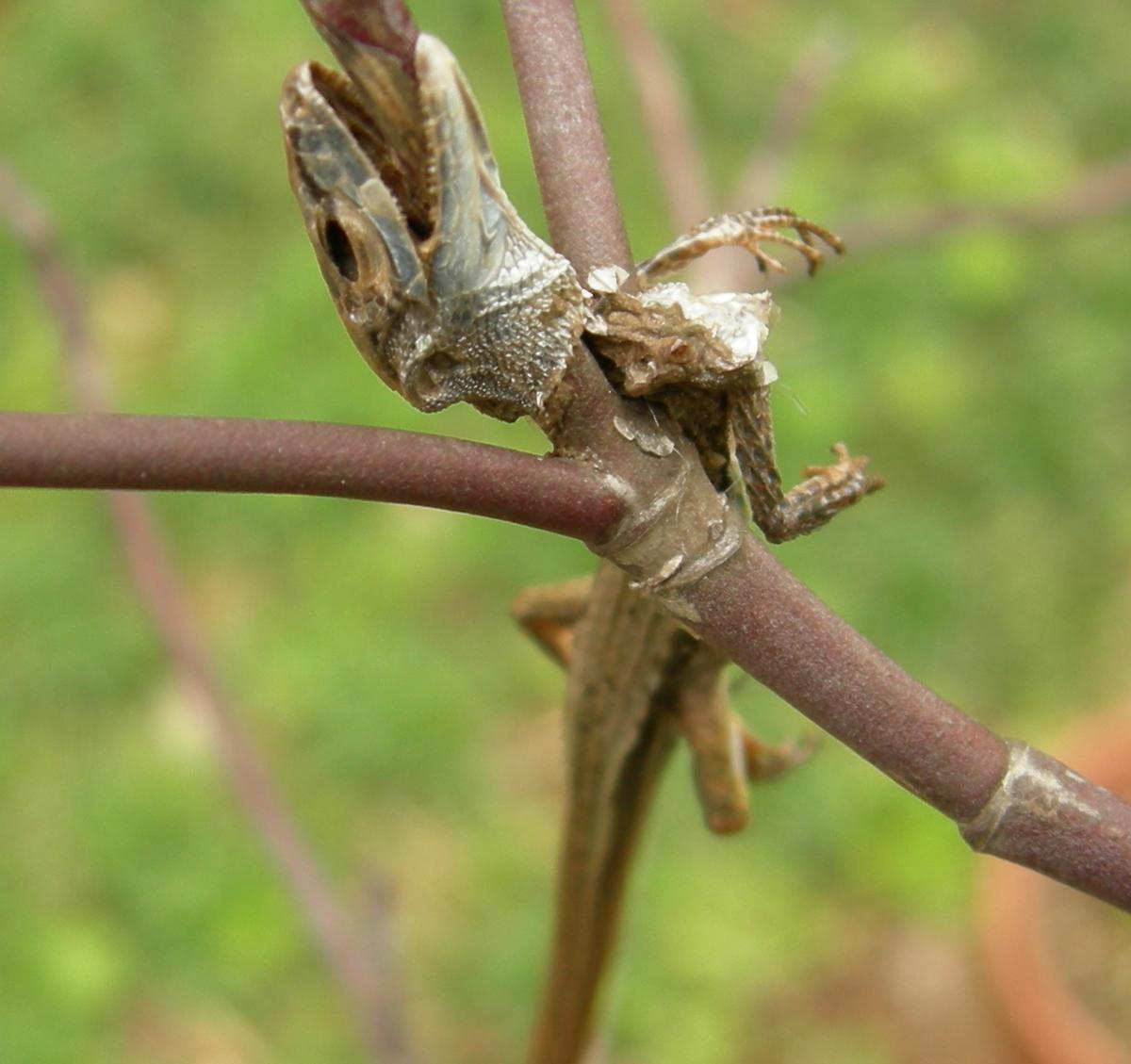
Klauwieren zijn vogels die kleine dieren als hagedissen spietsen aan takjes om zo een voedselvoorraadje aan te leggen.

Hagedissen worden bejaagd door verschillende vijanden, de voornaamste zijn roofvogels, slangen en rovende zoogdieren. Roofvogels plukken de hagedis van de bodem terwijl veel zoogdieren de hagedis in het hol achtervolgen. Ook veel soorten grotere hagedissen en slangen hebben hagedissen op het menu staan. De belangrijkste vijand is echter de mens die door landschapsverandering en verdroging de natuurlijke habitat van veel soorten vernietigt.
Veel soorten hagedissen zijn uitgestorven of worden bedreigd door de introductie van dieren als honden, katten, ratten en varkens in hun leefgebied, die meeliften met de mens. Honden en katten jagen op de hagedissen, ratten en varkens graven de eitjes op. Een voorbeeld van een soort die door de introductie van exoten is uitgestorven is de Rodrigues daggekko (Phelsuma edwardnewtoni).
Een aantal soorten vogels en slangen zijn sterk afhankelijk van hagedissen als voedselbron. Een voorbeeld is de katslang, waarvan het gif alleen werkzaam is op hagedissen, andere dieren zijn niet gevoelig voor het gif.
Hagedissen kennen een beperkte vorm van passieve verdediging zoals bepaalde kleuren. Veel soorten hagedissen met felle kleuren worden door de mens ten onrechte als giftig gezien en door de lokale bevolking doodgemaakt. Alleen de twee soorten korsthagedissen uit Mexico zijn giftig voor de mens en hebben gele of roze tot rode kleuren. De bonte kleuren spelen bij alle andere hagedissen alleen een rol bij het afleiden van vijanden en het lokken van de andere sekse in de voortplantingstijd. De kleuren hebben niets met gevaar of giftigheid te maken, in tegenstelling tot sommige giftige en felgekleurde slangen zoals de koraalslangen. Sommige soorten die sprekend lijken op slangen, zoals de in Nederland en België levende hazelworm, worden daardoor onterecht als gevaarlijk beschouwd. In stedelijke gebieden hebben ze hieronder te lijden, terwijl in de natuur juist hagedissen leven die slangen duidelijk imiteren. De zwartkopschubpoothagedis imiteert met zijn bruine kleur en zwarte kop de zeer giftige Australische taipan. Dit nabootsen van gevaarlijke soorten wordt mimicry van Bates genoemd.
Bij een aantal soorten is de staart van de juvenielen fel rood of blauw van kleur waardoor deze extra opvalt. Dit dient echter niet alleen om vijanden af te leiden maar waarschijnlijk ook om aan te geven dat ze nog niet geslachtsrijp zijn. Hierdoor zien geslachtsrijpe mannetjes ze niet als concurrent wat voorkomt dat ze de eigen jongen aanvallen.
De belangrijkste actieve verdediging van hagedissen bestaat uit een snelle vlucht. Vrijwel alle soorten zoeken daarbij holletjes of spleten tussen rotsen of muren op en zetten de ribben uit door zich vol te zuigen met lucht waardoor ze vast komen te zitten. Veel soorten aarzelen niet om het water in te duiken en weg te zwemmen. Sommige agamen zijn hoog in de bomen te vinden en kunnen bij gevaar stukjes door de lucht zweven met de huidvliezen, soms verstevigd met de ribben, een voorbeeld is het vliegend draakje (Draco volans).

Predatie en uitscheiding van de Indische doornstaartagame door de savannearend
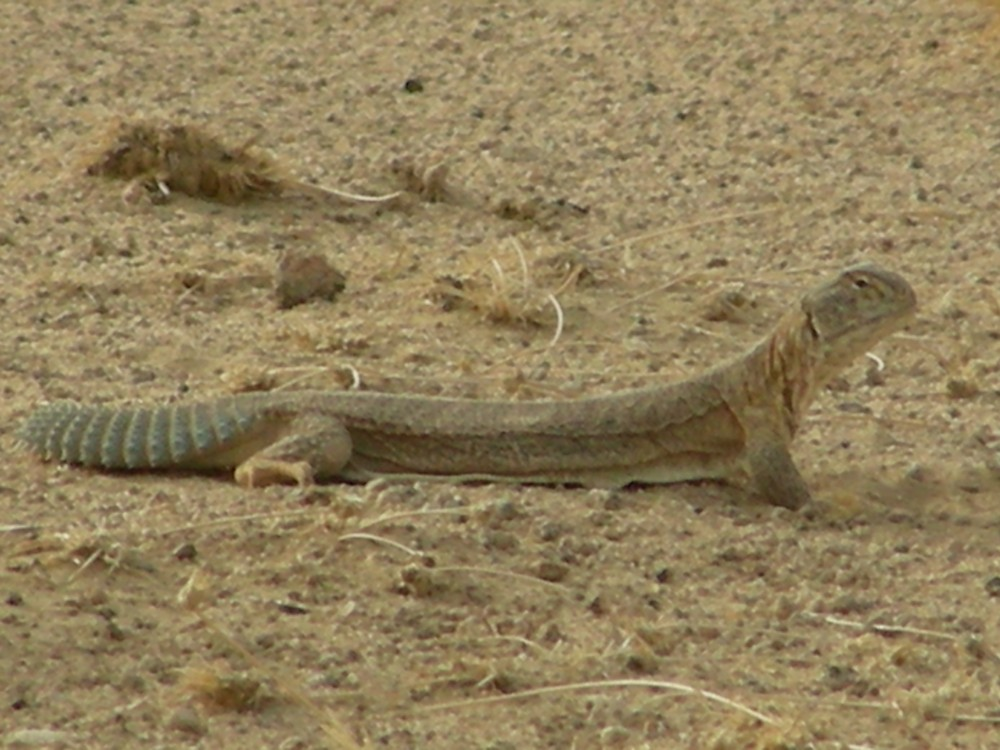
De Indische doornstaartagame uit India en Pakistan
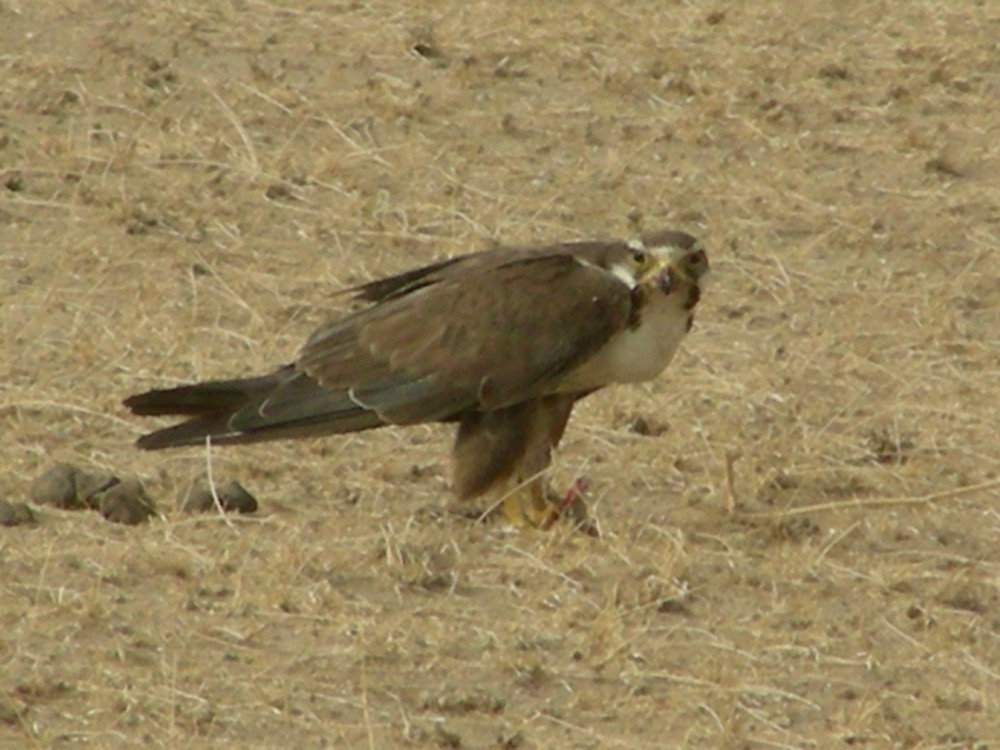
De hagedis wordt gegrepen door een savannearend (Aquila rapax)
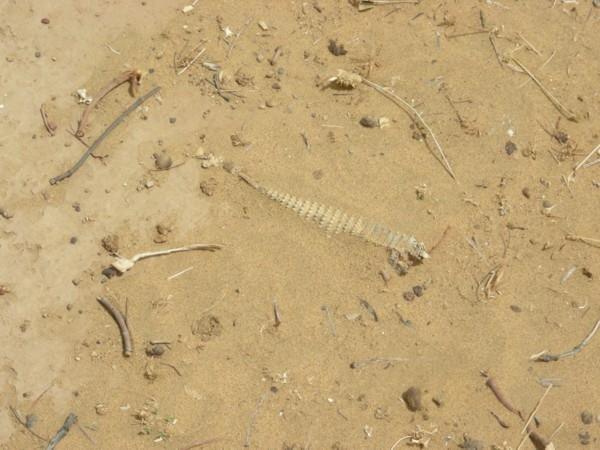
De afgeworpen staart onder het nest van de arend
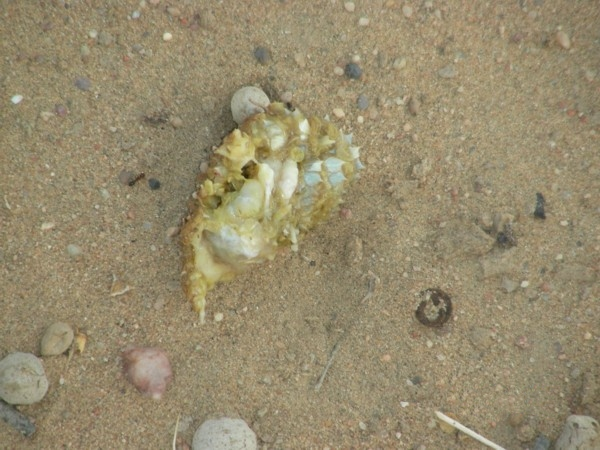
De hagedis eindigt als braakbal, waarin de stekels te zien zijn

### Dreiggedrag
Slechts enkele hagedissen kennen een gespecialiseerd dreiggedrag, een voorbeeld is de kraaghagedis (Chlamydosaurus kingii). Deze agame spert de bek open waarbij de indrukwekkende halskraag wordt opgezet. Als de belager toch dichterbij komt zet de agame het op een lopen en gebruikt daarbij alleen de achterpoten.

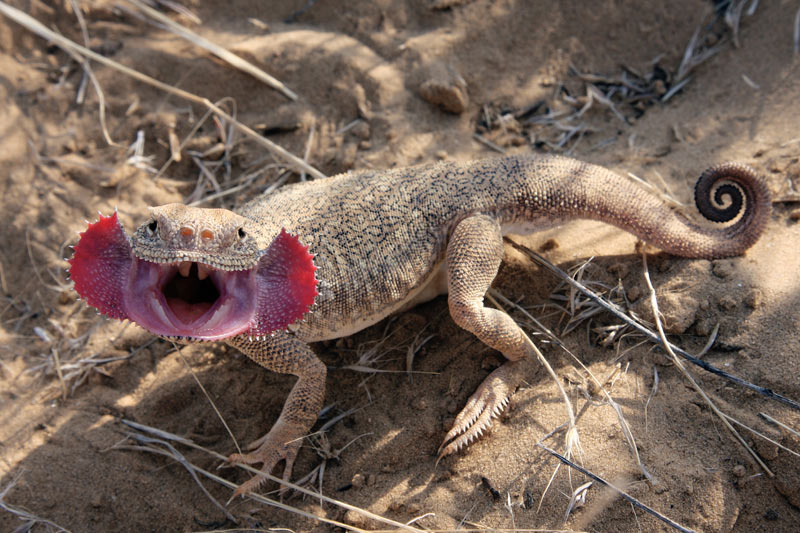
Het dreiggedrag van de agame Phrynocephalus mystaceus ziet er indrukwekkend uit.

Een hagedis die verder in het nauw wordt gedreven maakt vaak sissende tot grommende geluiden. Met name de gekko's staan hier bekend om maar ook kameleons en veel grote hagedissen kunnen luidruchtig zijn. Grotere soorten zullen proberen te slaan met de staart waarbij gemikt wordt op het gelaat. Als een vijand er ondanks de snelheid en het gedreig in slaagt een hagedis te pakken te krijgen, hangt de verdediging af van de plaats op het lichaam waar de hagedis wordt gegrepen.
Als een vijand het lichaam van de hagedis grijpt, bijt de hagedis van zich af met de bek vol kleine maar scherpe tandjes, veel soorten hebben een stevige beet omdat ze relatief harde prooien moeten kraken. Vrijwel alle soorten geven een snelle, krachtige beet die een schrikeffect teweeg moet brengen en gaan er daarna snel vandoor. Slechts van weinig soorten is bekend dat ze erg vasthoudend zijn maar een uitzondering zijn soorten als de tokeh (Gekko gecko) en het gilamonster (Heloderma suspectum).
Als een vijand de staart van de hagedis grijpt, breekt deze bij een aantal soorten functioneel af, dit wordt autotomie genoemd. Zie ook onder het kopje staart.
Lange tijd waren maar twee soorten giftige hagedissen bekend; de korsthagedis en het sterk gelijkende en nauw verwante gilamonster. Onlangs is ontdekt dat er wel meer soorten zijn, zoals varanen en leguanen, die een gif produceren. Het gif wordt net als bij de eerder genoemde soorten niet overgebracht door directe injectie middels giftanden zoals gebeurt bij giftige slangen. Wel treffen we bij de giftige hagedissen negen verschillende soorten gifstoffen aan die ook bij slangen voorkomen, zoals de ratelslangen. Het gif loopt in groeven langs de tanden en komt in de prooi terecht door het maken van kauwbewegingen. Het veroorzaakt veranderingen in de bloeddruk en verlaagt de bloedstolling, maar is typisch ongevaarlijk voor mensen.
Grotere hagedissen hebben naast gif permanent rottingsbacteriën in de bek die levensgevaarlijk kunnen zijn als ze in het bloed terechtkomen. Van de komodovaraan wordt gedacht dat hij de gevaarlijke beet gebruikt om zijn prooi te doden; hoewel deze niet zelden ontsnapt, bezwijkt de prooi later vaak alsnog. Het lijk wordt door de varaan opgespoord met behulp van de goed ontwikkelde reukzin. Recent onderzoek doet echter vermoeden dat zijn grote gifklieren misschien toch een belangrijker rol spelen.
Enkele stekelleguanen hebben een ongebruikelijke manier om vijanden af te schrikken; ze voeren de druk in adertjes onder de ogen op tot deze knappen en mikken met het bloedstraaltje op het gelaat.

## Voortplanting

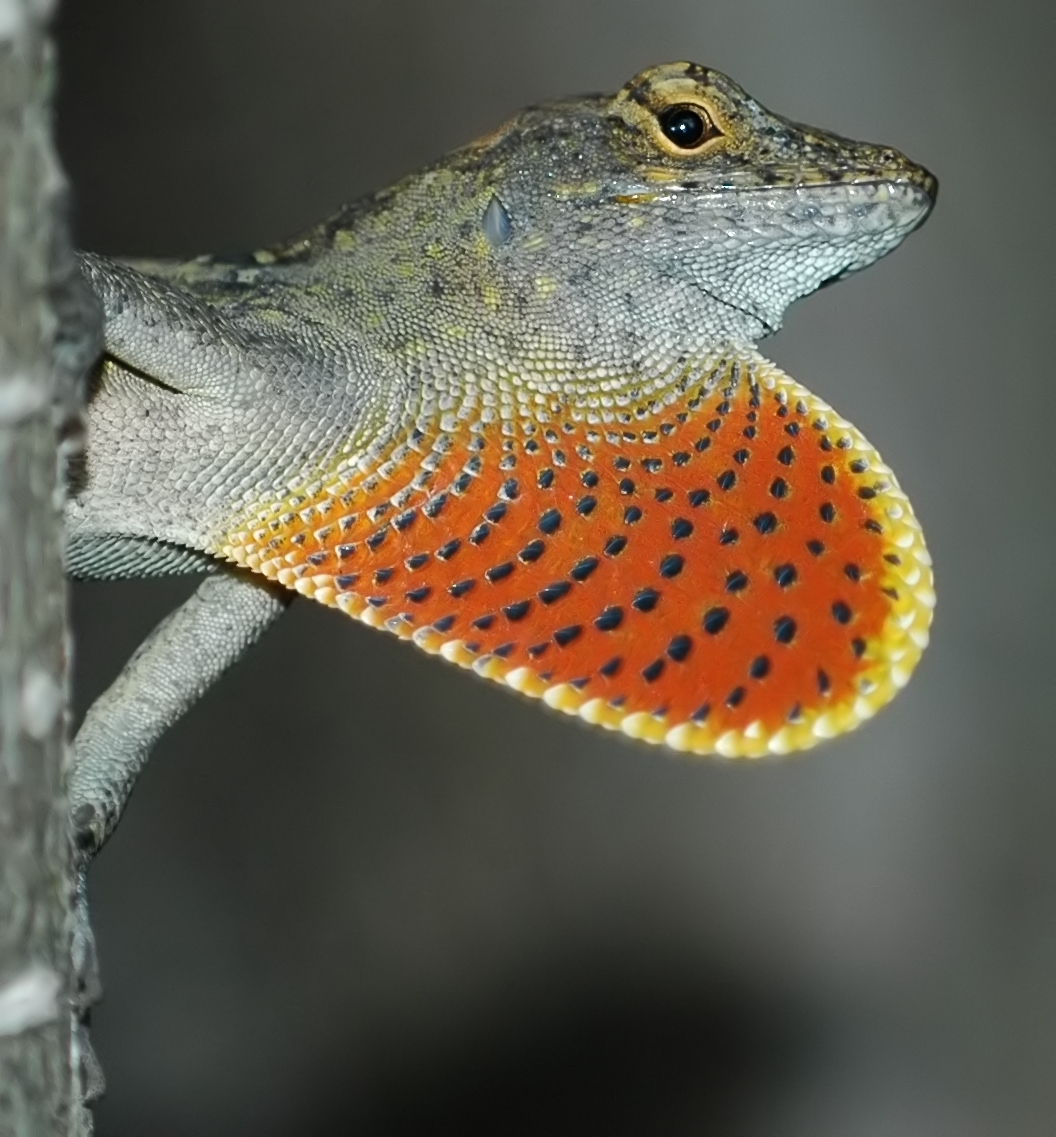
Een mannelijke bruine anolis flasht met zijn keelwam

De voortplanting van hagedissen vindt in de regel plaats in de lente, zodat aan het begin van de zomer de eitjes kunnen worden afgezet als het warm is. Aan het eind van de zomer komen ze uit, als er genoeg voedsel is voor de jongen. Hagedissen die in tropische streken leven planten zich het hele jaar voort, vele noordelijke en zuidelijke soorten zijn niet het gehele jaar actief vanwege het gematigde klimaat. Veel van deze soorten houden een winterslaap waarbij het metabolisme wordt verlaagd, de lichaamstemperatuur lager is en de hartslag sterk vertraagt.

### Geslachtsonderscheid
Mannetjes en vrouwtjes zijn vaak seksueel dimorf, wat betekent dat het mannetje en het vrouwtje iets afwijkende kenmerken hebben. Dit is vaak pas bij volwassen exemplaren te zien omdat de juvenielen nog niet alle adulte kenmerken hebben. Mannetjes hebben vaak een forsere bouw, een grotere kop en een dikkere staart. Mannetjes worden gemiddeld langer dan vrouwtjes. Bij veel soorten als kameleons die hoorns of andere uitsteeksels hebben, zijn deze bij de vrouwtjes onderontwikkeld of ontbreken ze volledig. Met name in de paartijd krijgen de mannetjes van veel soorten een felle kleur, een bekend voorbeeld is de zandhagedis (Lacerta agilis). Bij sommige soorten echter is er weinig verschil tussen de man en de vrouw en omdat hagedissen geen uitwendige geslachtsorganen hebben zijn de seksen moeilijk uit elkaar te houden. Door te sonderen, te kijken hoe diep de cloaca is, kan het geslacht bepaald worden. Ondanks dat bij de mannetjes inwendig de testikels en de penis aanwezig zijn is de cloaca bij het mannetje dieper te sonderen. Vaak is de cloaca vanaf de buitenzijde gezien meer gewelfd door de aanwezigheid van de mannelijke geslachtsorganen.
Ook door naar de vorm en grootte van de pori femorales te kijken kan het geslacht worden vastgesteld. De pori femorales zijn gelegen aan de dijen en dienen om geurstoffen af te geven die de andere sekse lokken. De poriën zijn bij mannetjes altijd duidelijk vergroot en scheiden een harde, vettige, gele stof af die diverse lipofiele chemische verbindingen bevat zoals esters en alcoholen alsmede steroïden waaronder cholesterol. De afscheiding heeft een prikkelende werking op de andere sekse. Omdat ze aan de onderzijde van het lichaam liggen wordt de stof waarschijnlijk afgegeven aan de ondergrond, vergelijkbaar met een geurvlag. Vermoed wordt dat het vrouwtje de chemische stoffen in de afscheiding als het ware 'uitleest' en zo informatie verkrijgt over de gezondheid van het mannetje en haar partnerkeuze hierop baseert.
Opmerkelijk is dat bij veel soorten die in groepen leven de minst dominante mannetjes meer op vrouwtjes gaan lijken; ze blijven kleiner en typische mannelijke kenmerken als een dikkere staart, grovere stekelkam of grotere kop worden minder goed ontwikkeld. Dit komt door de stress waaraan ze onderhevig zijn maar ze hebben hierdoor minder te duchten van de dominante mannetjes. Andersom gaat het ook op, dominante vrouwtjes lijken meer op mannetjes.
In tegenstelling tot sommige amfibieën kan geen enkele hagedis van geslacht veranderen. Wel kennen sommige soorten maagdelijke voortplanting, waaruit alleen vrouwtjes voortkomen, een verschijnsel dat ook voorkomt bij onder andere amfibieën en insecten. Een voorbeeld is de Europese soort Darevskia armeniaca die zich vrijwel uitsluitend op deze manier voortplant.

### Paring

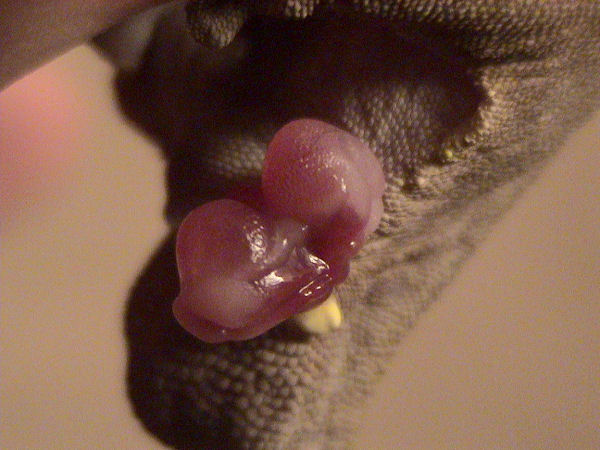
De hemipenis van de wimpergekko.

Als een koppeltje elkaar gevonden heeft, vindt de paring plaats, hagedissen kennen een inwendige bevruchting. Het mannetje moet contact maken met de cloaca van het vrouwtje, wat bemoeilijkt wordt door de staart. Daarom hebben mannelijke hagedissen een 'dubbele', eigenlijk gesplitste of gevorkte penis. Het geheel noemt men een hemipenis, hemi betekent 'half'. De gepaarde penis maakt contact aan beide zijden mogelijk wat de paring vergemakkelijkt omdat het mannetje zowel links als rechts contact kan maken. De hemipenis dient overigens uitsluitend voor de zaadoverdracht, en wordt niet gebruikt als urinebuis. Tijdens de paring bijt het mannetje vaak in de nek van het vrouwtje. Het kan er behoorlijk heftig aan toe gaan waarbij het eerder lijkt of de dieren vechten, verwondingen zijn bij veel soorten niet zeldzaam.

### Incubatie
Van sommige hagedissen zoals enkele varanen en kameleons is bekend dat ze het sperma na de paring een tijdje kunnen opslaan om het later pas te gebruiken voor de bevruchting. De meeste hagedissen leggen eieren, typische eierleggende groepen zijn leguanen en gekko's. Een gezond vrouwtje produceert ieder jaar eitjes, ongeacht of er een paring of bevruchting heeft plaatsgevonden. Tijdens de zwangerschap wordt vaak niet gegeten, dit komt doordat er simpelweg geen plaats is voor voedsel in de buik die tijdens de dracht sterk opgezwollen is. Net als andere reptielen kunnen hagedissen lange tijd teren op hun reserves waardoor de vrouwtjes geen schade ondervinden van de zwangerschap. Hagedissen die eieren leggen begraven deze vaak ondiep in de bodem zodat ze niet zichtbaar zijn voor vijanden maar makkelijk opgewarmd worden door de zon. De meeste soorten produceren enkele tientallen eieren per jaar, die in een enkel legsel worden afgezet. Sommige anolissen produceren slechts een enkel ei per legsel, bij de gekko's zijn twee eieren per legsel gebruikelijk.
Hagedissen hebben zoals alle reptielen geen geslachtschromosomen; het geslacht wordt in het ei bepaald door de omgevingstemperatuur. Bij een bepaalde temperatuur, die per soort verschilt, kruipen er voornamelijk mannetjes uit het ei. Bij een hogere óf een lagere temperatuur ontstaan vrouwtjes. De eitjes mogen na het afzetten niet gedraaid worden omdat het embryo hierdoor kan sterven.

### Ei

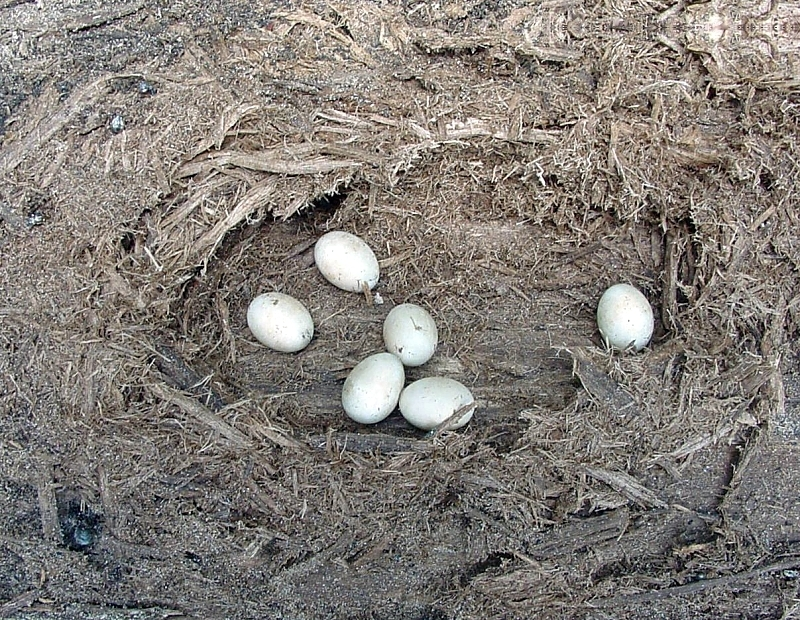
Eitjes in het nest van Plestiodon inexpectatus

De meeste hagedissen leggen eieren en zijn ovipaar, enkele zijn eierlevendbarend of ovovivipaar. Dit betekent dat de eieren geen harde schaal hebben maar een dun vliesje waar de jongen soms al in het moederdier uit komen, voordat ze worden geboren. Dit dient vaak om in koelere streken, waar het te koud is voor de ontwikkeling van de eieren, toch te kunnen overleven doordat het vrouwtje haar lichaamswarmte afgeeft aan de eieren die ze bij zich draagt tot ze volledig ontwikkeld zijn. Bekende voorbeelden van hagedissen waarvan de juvenielen levend ter wereld komen zijn de hazelworm en de levendbarende hagedis. Beide soorten komen hierdoor voor tot bij de poolcirkel. Ook een aantal kameleons en sommige skinken zijn eierlevendbarend. Sommige hagedissen kennen zelfs een complexe embryonale ontwikkeling, die veel gemeen heeft met de placentale ontwikkeling zoals we die vinden bij de zoogdieren. Een nadeel van eierlevendbarendheid is de relatief lange zwangerschap, waarbij de vrouwtjes de ongeboren jongen bij zich moeten dragen. Ze kunnen hierdoor langere tijd niet eten en het vluchten voor vijanden gaat moeizamer. Omdat de ontwikkeling van het nageslacht bij levendbarende soorten langzamer gaat onttrekken de vrouwtjes zich regelmatig aan de voortplanting. Hierdoor wordt niet ieder jaar nageslacht geproduceerd maar kunnen de dieren op krachten komen. Eierleggende soorten daarentegen kunnen vaak meerdere legsels per jaar produceren.

### Juveniel
Na het afzetten van de eitjes verlaat het moederdier in de regel het nest, broedzorg is vrij uitzonderlijk bij de hagedissen. Als de juvenielen uit het ei kruipen staan ze er alleen voor. Bij het openen van het leerachtige tot perkamentachtige ei wordt gebruikgemaakt van de eitand, een verbeend uitsteeksel aan de snuit dat enkel dient om het ei te openen en na enige tijd loslaat. Juvenielen moeten vaak uitkijken voor grotere soortgenoten, veel hagedissen zijn kannibalistisch. Een uitzondering zijn sommige skinken waarbij het moederdier de juvenielen een tijdje beschermt. Bij de meeste soorten hebben de jongen een duidelijk afwijkende tekening om te voorkomen dat de volwassen mannetjes ze als concurrent zien en aanvallen.
Kleinere hagedissen uit tropische gebieden zijn vaak na een jaar volwassen, bij grotere soorten of soorten die in meer gematigde streken leven kan het vele jaren duren voordat de hagedis geslachtsrijp is. De levensverwachting van hagedissen hangt sterk af van de groep. Zo worden veel kameleons niet ouder dan een jaar of vijf, grotere soorten zoals varanen kunnen een leeftijd van meer dan 20 jaar bereiken. Ook de levensomstandigheden en het natuurlijk verval zijn van invloed. Exemplaren die voedseltekorten hebben gekend of te lijden hebben gehad onder parasieten, concurrenten en vijanden worden lang niet zo oud als dieren die in gevangenschap worden gehouden onder ideale condities.

## Thermoregulatie

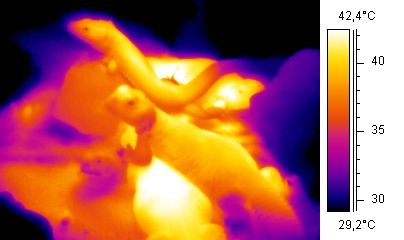
Thermoregulatie: hagedissen zijn koudbloedig en warmen zich op aan de zon.

Hagedissen zijn koudbloedig of ectotherm wat betekent dat ze de lichaamstemperatuur zelf niet direct kunnen beïnvloeden. Eenmaal opgewarmd zijn ze veel sneller, zodat ze zich zowel in de ochtend als in de namiddag opwarmen in de zon zodat ze sneller op prooien kunnen jagen en alerter zijn op vijanden. Gedurende het heetst van de dag schuilen hagedissen vaak op een koeler plekje zoals onder een steen. Nachtactieve soorten zonnen niet en komen alleen voor in gebieden met relatief hoge nachttemperaturen.
Omdat ze een schubbenpantser hebben zijn ze aan de ene kant goed geïsoleerd maar een nadeel is dat ze niet kunnen zweten om af te koelen. Als een hagedis het warm heeft wordt de schaduw opgezocht, bij aanhoudende zeer hete perioden trekt de hagedis zich gedurende enkele weken tot maanden terug in holletjes, onder stenen of boomstronken en wordt er een aestivatie of zomerslaap gehouden om oververhitting of uitdroging te voorkomen. Gedurende deze tijd is de hagedis niet actief en hetzelfde geldt voor aanhoudende koele perioden zoals de in meer gematigde gebieden strenge winters, deze rustperiode wordt de winterslaap genoemd.
In subtropische gebieden, waar geen heel warme of heel koude seizoenen voorkomen, kennen hagedissen geen rigoureuze wisselingen van perioden van inactiviteit en activiteit maar hebben een minder actieve periode, waarbij ze niet in rust gaan maar minder voedsel nodig hebben, een fletsere kleur krijgen en zich minder actief bewegen. Het einde van de minder actieve periode luidt meestal het begin van de voortplantingstijd in, een voorbeeld van een dergelijke soort is de baardagame (Pogona vitticeps).

## Evolutie
De hagedissen behoren tot de Lepidosauromorpha, een belangrijke hoofdgroep onder de reptielen. Binnen een meer afgeleide deelgroep daarvan, de Lepidosauria, zijn de hagedissen de zustergroep van de Sphenodontia, waartoe mede de moderne brughagedissen behoren.
De hagedissen splitsen zich vermoedelijk af in het midden van het Trias, zo'n 230 miljoen jaar geleden. Er zijn echter maar weinig goede vondsten uit die periode bewaard gebleven: we kunnen de ouderdom voornamelijk afleiden uit het feit dat de brughagedissen toen al bestonden en de hagedissen er dus ook moeten zijn geweest. De laatsten maakten kennelijk geen belangrijk deel uit van de fauna. Dat veranderde tijdens het Jura en Krijt; toen begonnen de hagedissen dezelfde niches te vullen, die ze tegenwoordig nog bezetten: die van kleine insectenetende roofdieren en wat grotere jagers die een hinderlaag leggen voor hun prooi (andere hagedissen, de kleine zoogdieren van die tijd) of nesten leegroven, bijvoorbeeld van dinosauriërs. Tijdens het Mesozoïcum was het hete aardklimaat erg gunstig voor koudbloedige dieren en er moeten vele tienduizenden hagedissensoorten geëvolueerd zijn, ofschoon ze wel concurrentie ondervonden van de vaak nog talrijke brughagedissen.
Als groep overleefden de hagedissen de massa-extinctie die de dinosauriërs deed uitsterven, vermoedelijk omdat ze als koudbloedige dieren weinig voedsel nodig hadden en als holengravers beschermd werden tegen de warmtestraling die de meteorietinslag veroorzaakte. Tijdens het opnieuw hete Paleogeen verdrongen ze kennelijk de brughagedissen. Door de afkoeling tijdens het Neogeen werden echter belangrijke delen van het aardoppervlak voor hagedissen door koude onbewoonbaar, en andere streken zo droog dat de vormenrijkdom er af moet zijn genomen. Lokaal speelden ze echter een belangrijke rol, zoals de in het Pleistoceen levende, acht meter lange varaan Varanus prisca (Megalania). Deze varaan was in die tijd voor zover bekend de toppredator van Australië.
De meeste groepen hagedissen behielden al die tijd de bouw, ofwel morfologie, van de allereerste reptielen: landbewoners met poten in spreidstand die meestal op hun buik voortschuifelen. Tegenwoordig zijn ze, met uitzondering van de twee nog levende soorten brughagedissen, de enige dieren die er nog zo uitzien. Dat kan ertoe leiden dat vroege groepen reptielen voor hagedissen worden aangezien, hoewel ze daar niet bijzonder verwant aan waren.
Sommige groepen hagedissen zouden zich echter sterk specialiseren. Eén daarvan waren de Mosasauridae die evolueerden tot reusachtige zeereptielen. Een andere groep betreft de slangen. Slangen behoren evolutionair gezien tot de hagedissen maar wijken toch sterk af door het ontbreken van poten, de afwijkende anatomie van het oog en het grote aantal wervels. De slangen zijn in tijd een zeer oude afsplitsing; ongeveer 150 miljoen jaar geleden begon een evolutieproces dat leidde naar de slangen in het Krijt. Op dat moment hadden de meeste moderne hoofdgroepen van de hagedissen zich echter al gevormd. Dit is de reden van de totaal andere bouw en levenswijze van slangen ten opzichte van de hagedissen terwijl ze hier toch van afstammen; ze hebben zich al zeer lang geleden afgesplitst.
Het schema hiernaast is een cladogram (oftewel een stamboom), van de moderne reptielen, de lengte van de verbindingslijnen is schematisch en verhoudt zich niet tot de werkelijke tijdsduur tussen de verschillende afsplitsingen. De Lacertilia (hagedissen zonder de slangen) (2) zijn veel nauwer aan de slangen (3) verwant dan aan de brughagedissen (1), die echter wel een sterk op hagedissen gelijkende morfologie hebben. Aan de krokodilachtigen (4) zijn de hagedissen nog minder nauw verwant omdat de tak die naar de krokodillen voert een nog oudere afsplitsing vormt. Krokodillen zijn nauwer aan de vogels (5) verwant dan aan de hagedissen. Maar sommige Lacertilia zijn nauwer aan de slangen verwant dan aan andere hagedissen. Het }-teken geeft daarom aan dat de Lacertilia geen monofyletische groep vormen: zij zijn dus zelf geen clade, maar een relatief willekeurige combinatie van opeenvolgende aftakkingen binnen de Squamata die zich, ten opzichte van de slangen, eerder hebben afgesplitst en dus onderling niet bijzonder verwant zijn.
Traditioneel werden de hagedissen en de slangen in twee aparte groepen geplaatst, de hagedissen werden Sauria genoemd. Tegenwoordig is het echter in de paleontologie gebruikelijk geworden om alleen diergroepen te erkennen die monofyletisch zijn, dat wil zeggen: alle afstammelingen bevatten van de laatste gemeenschappelijke voorouder van de leden van de groep. Tot zo'n groep zouden in dit geval dus ook de slangen behoren en die zouden dan ook Lacertilia zijn geworden. Men heeft er echter voor gekozen deze groep de Squamata te noemen, de naam die traditioneel al voor het geheel van slangen en hagedissen werd gebruikt. Dat betekent dat het begrip Lacertilia binnen de paleontologie in onbruik is geraakt. Binnen de neontologie echter, het bestuderen van nog levende soorten, wordt het concept nog wel toegepast.

## Indeling van de hagedissen

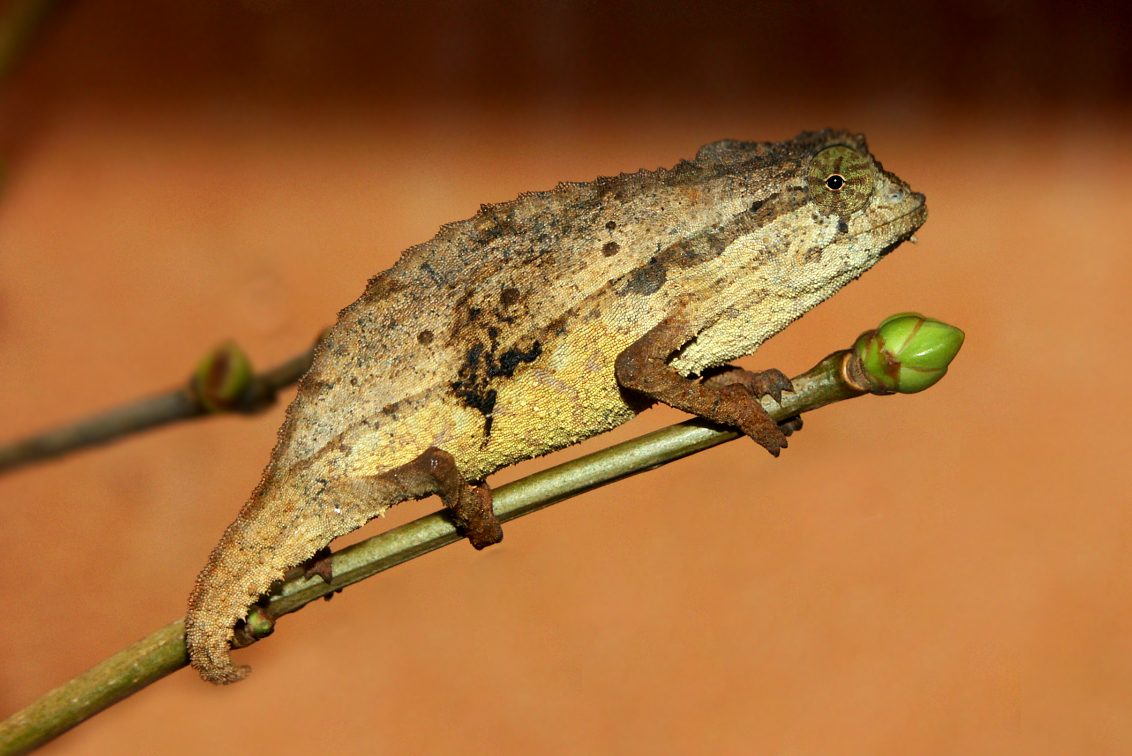
De bladkameleon Rieppeleon brevicaudatus behoorde lange tijd tot het geslacht Rhampholeon

De wetenschappelijke naam van de hagedissen, in traditionele zin, is Lacertilia, maar lange tijd werd de naam Sauria gebruikt. Tegenwoordig wordt de naam Sauria in een veel ruimere betekenis toegepast als de clade die de Lepidosauromorpha en de Archosauromorpha omvat, dus ook de huidige krokodillen en vogels. Dat komt meer overeen met de oudste betekenis van het woord: tot diep in de 19e eeuw duidde het vele groepen van moderne en uitgestorven reptielen aan.
Het begrip Lacertilia wordt meestal gebruikt als het over de 'moderne' schubreptielen gaat, hoewel alle groepen daarbinnen vele uitgestorven soorten tellen. Samen met de slangen worden de hagedissen traditioneel tot de orde schubreptielen (Squamata) gerekend, die dus dezelfde naam heeft als de omvattende clade, wat voor verwarring kan zorgen. Slangen zijn ooit ontstaan uit hagedissen en behoren daarom evolutionair tot deze groep ondanks de sterk afwijkende bouw. Omdat slangen van hagedissen afstammen, maakt het uitsluiten van de slangen de Lacertilia parafyletisch: een groep die niet alle afstammelingen bevat.
Net als andere diergroepen zijn de hagedissen verdeeld in verschillende deelgroepen. Traditioneel krijgen die een taxonomische rang, zoals families, onderfamilies en geslachten. Die rangen dienen om een zeker overzicht te scheppen, ze verwijzen niet naar een objectieve waarneembare realiteit. Bij de rangtoedeling let men op verwantschap en gelijkenis in bouw; omdat die laatste altijd relatief is, hangt de uiteindelijke keuze af van het subjectieve oordeel van de taxonoom. De indelingen plachten daarom nogal te verschillen.
De laatste tijd is het ook in de neontologie gebruikelijk geworden slechts monofyletische groepen te gebruiken, die strikt op afstamming gebaseerd zijn. Het parafyletische begrip Lacertilia gebruikt men dan niet meer. De stamboom van de Squamata is daarbij voortdurend aan verandering onderhevig door de constante aanvoer van nieuwe inzichten en gegevens. Er is een groot verschil tussen de indeling van enkele decennia geleden op basis van morfologische kenmerken, en de huidige gebaseerd op de mitochondriale verschillen. Deze laatste tonen in potentie de genetische verwantschap erg nauwkeurig. Dit zou er dan toe dwingen vele soorten van geslachtsnaam of zelfs familienaam te doen veranderen; vaak laat men daarom rangaanduidingen boven die van geslacht maar achterwege. De geslachtsnaam is verplicht om een soort te benoemen.
Vanwege het ontbreken van overeenstemming over een hogere indeling, was men in het oude systeem sterk geneigd de nadruk te leggen op enkele goed te onderscheiden groepen, die dan de rang familie kregen: agamen, echte hagedissen, gekko's, kameleons, leguanen, skinken, varanen, wormhagedissen en lang geleden ook nog de brughagedissen, die tegenwoordig helemaal niet meer tot de hagedissen worden gerekend. Hun onderlinge relatie werd verwaarloosd.
Tegenwoordig is het een standaardmethodiek deze groepen in een stamboom onder te brengen. Helaas leveren de verschillende analyses zeer afwijkende uitkomsten op. Binnen de Squamata zijn er vermoedelijk enkele vroege afsplitsingen geweest die geen moderne afstammelingen hebben nagelaten, zoals de Bavarisauridae en de Eichstaettisauridae, maar zelfs dit is omstreden. De oudste nog bestaande tak zijn wellicht de Iguania of leguaanachtigen. Soms wordt daaraan nog de rang infraorde aan toegekend en dan zijn groepen die vroeger als onderfamilies werden aangeduid gepromoveerd tot families, zoals de maskerleguanen, de kielstaartleguanen en de aardleguanen. De infraorde bevat naast leguanen de kameleons en de agamen.
Ook andere Squamata buiten de Lacertilia moeten dan binnen de stamboom verderop hun plaats vinden. In de eerste plaats betreft dit de slangen. Ook hun positie is echter nog onzeker: meestal vallen ze in een Pythonomorpha uit, samen met de Mosasauridae — maar soms zijn die een afsplitsing vlak na de Iguania, en dan zijn de varanen verderop met hazelwormen verbonden in de Anguimorpha; soms daarentegen bevinden de slangen zich in de Platynota met de Varanidae. Niet alleen de slangen werden echter in de traditionele indeling buiten de hagedissen gehouden; dit gebeurde vanwege hun totaal andere morfologie ook met de wormhagedissen (Amphisbaenia). Deze groep wordt nu soms als verwant van de Gekkota en de Didamidae ondergebracht in de Nyctisauria, de zustergroep van de Scincomorpha binnen de Scincogekkonomorpha.
Andere analyses tonen echter de Didamidae als oudste aftakking, laten vervolgens de Gekkota, de skinken en de Amphisbaenia afsplitsen en hebben uiteindelijk de Iguania als verwanten van de varanen en de slangen.
Gezien deze onzekerheden is het niet verwonderlijk dat men voor het gemak vaak opnieuw nevenschikkend, en de slangen en wormhagedissen weer buiten beschouwing latend, vijf verschillende groepen van hagedissen onderscheidt; ze worden wel aangeduid als infra-orden maar de rang wordt vaak weggelaten:
- Leguaanachtigen (Iguania)
- Gekko-achtigen (Gekkota)
- Skinkachtigen (Scincomorpha)
- Hazelwormachtigen (Diploglossa)
- Varaanachtigen (Platynota)

Zie voor de verschillende families ook de lijst van families van hagedissen voor meer uitgebreide informatie, met voorbeeldsoorten en afbeeldingen.
Behalve deze hogere indelingen zijn er nog de soorten zelf. Er zijn tegenwoordig (november 2017) 6263 verschillende moderne soorten hagedissen beschreven. Nog regelmatig worden er nieuwe soorten ontdekt, sommige waren volledig onbekend, andere zijn ondersoorten en populaties die de status van soort wordt toegekend.

## Hagedissen in de cultuur

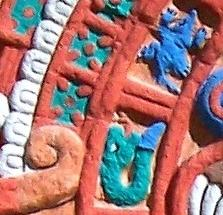
Detail van de Azteekse zonnesteen, met boven een hagedis en onder een slang. Met de hagedis (leguaan of kamhagedis) werd Cuetzpallin aangeduid die symbool stond voor zaaisel of voortplanting.

Hagedissen zijn door hun schuwe en onverwachte gedrag en hun 'gladde' schubbenhuid weinig aaibaar. Vanwege hun schuwheid zijn hagedissen vaak al gevlucht voor men de kans heeft ze waar te nemen en door de goede camouflage van veel soorten worden ze zelfs van dichtbij over het hoofd gezien. De mens heeft over het algemeen een negatieve impact op hagedissen hoewel er uitzonderingen zijn. Van veel soorten die in bossen leven wordt de habitat vernietigd en ook de handel in exotische dieren zorgt ervoor dat vele dieren gevangen worden en uit hun natuurlijke habitat verdwijnen.
Hagedissen spelen geen grote rol in het dagelijks leven van de mens. Ecologisch gezien spelen hagedissen een rol als opruimers van diverse plaagdieren zoals krekels, kakkerlakken en rupsen.
Vrijwel alle hagedissen zijn ongevaarlijk voor de mens, ondanks eventuele stekels en felle kleuren. Alle hagedissen zullen als ze worden opgepakt bijten, de meeste soorten blijven echter klein (15–25 cm totale lengte) en een beet zal hooguit resulteren in een 'vinger-met-een-hagedis-eraan'. Veel soorten zijn vasthoudend maar komen met de kleine tanden niet door de huid heen en kunnen gemakkelijk worden losgemaakt. Wat grotere soorten (25–100 cm) hebben vaak ook krachtigere kaken en kunnen met de tanden oppervlakkige verwondingen toebrengen of pijnlijk bijten, berucht is de algemeen voorkomende en veel als huisdier gehouden tokeh. Door heel grote soorten, langer dan een meter, kunnen diepere vleeswonden worden toegebracht, die bestaan uit rijtwonden en penetraties. Bij veel soorten die de huid kunnen beschadigen moet men rekening houden met een tetanusinfectie.
Alleen varanen en korsthagedissen zijn als echt gevaarlijk aan te merken en dit komt bij de varanen hoofdzakelijk door de gevaarlijke bacteriën in de bek. Korsthagedissen hebben een gif dat op het zenuwstelsel werkt en doordat ze erg krachtig bijten en vasthoudend zijn heeft het gif een grotere efficiëntie. Zie voor gevaarlijke hagedissen ook onder het kopje vijanden en verdediging.
Hagedissen worden soms beschouwd als bushmeat, met als bekendste voorbeeld de groene leguaan. Deze hagedis wordt hierdoor in Suriname wel met boomkip aangeduid, omdat het vlees naar kip zou smaken. Vooral de staart wordt beschouwd als een ware delicatesse. In Afrika en India staan voornamelijk doornstaartleguanen (Uromastyx) op het menu.
In vergelijking met andere reptielen, zoals slangen en schildpadden, spelen hagedissen een bescheiden rol in oude culturen en symboliek. Een uitzondering vormen de varanen, die door hun afschrikwekkende gestalte een van de bekendste groepen zijn. Varanen werden volgens een Indiase legende gebruikt om de muren van het fort Sinhagad van een motief te voorzien.
Omdat hagedissen meestal klein blijven en de huid van grotere soorten vaak gepenetreerd wordt door stekels en osteodermen (harde knobbels) is de huid niet zo geschikt om leer van te maken. Hierdoor hebben ze veel minder te lijden gehad onder de jacht op de huid dan veel slangen (slangenleer) en krokodilachtigen (krokodillenleer). Een uitzondering zijn de varanen, maar deze soorten zijn zonder uitzondering beschermd en de jacht op de huid is verboden.

### Etymologie
Het woord hagedis stamt af van het Middelnederlandse egedisse en egetisse, en het Oudhoogduitse egidehsa. De beginletter h is een volksetymologische toegevoeging onder invloed van heg.